# Timothy Bradley
Timothy Ray Bradley Jr. (Cathedral City, California, 29 de agosto de 1983), más conocido como Timothy Bradley, es un exboxeador profesional estadounidense. Es el excampeón de la WBO.
El 4 de abril del 2009, peleó para unificar los títulos del CMB y OMB, contra Kendall Holt ganando el combate por decisión unánime y perdiendo días después el título del WBC por no pelear en ese momento contra Devon Alexander, su retador obligatorio.
El 9 de junio de 2012 obtuvo la victoria contra Manny Pacquiao por decisión dividida que fue considerado uno de los mayores robos en la historia del boxeo, en la cual gana el Título Mundial de Peso Wélter de la WBO.
El 16 de marzo de 2013 fue la primera defensa de su título contra el ruso Ruslan Provodnikov. Durante los dos primeros asaltos, el ruso logró poner en muy malas condiciones a Bradley, casi al borde del KO aunque sin caídas oficiales de por medio; incluso en el último asalto Bradley puso rodilla en lona por lo cual recibió la cuenta respectiva. Al final del combate, Bradley ganó la pelea con una controvertida decisión unánime, y retuvo así su título por primera vez.
El 12 de abril de 2014 se volvió a enfrentar al filipino Manny Pacquiao perdiendo su Título Mundial WBO por decisión unánime acabándose su invicto.

## Récord profesional
| Peleas: 33 ganadas (13 KOs), 2 perdidas, 1 empate, 1 sin decisión |            |                       |      |               |            |                                                    |                                                                                               |
| Res.                                                              | Record     | Oponente              | Tipo | Rd., Tiempo   | Datos      | Localidad                                          | Notas                                                                                         |
| D                                                                 | 33-2-1     | Manny Pacquiao        | UD   | 12            | 2016-04-09 | MGM Grand Garden Arena, Las Vegas, Nevada          | Por el Título internacional vacante de la WBO y Lineal en el peso wélter.                     |
| G                                                                 | 33-1-1-(1) | Brandon Ríos          | TKO  | 9 (12), 2:49  | 2015-11-07 | Thomas & Mack Center, Las Vegas, Nevada            | Retiene el Título mundial de la WBO en el peso wélter.                                        |
| G                                                                 | 32-1-1-(1) | Jessie Vargas         | UD   | 12            | 2015-06-27 | StubHub Center , Carson , California               | Gana el título interino vacante de la WBO en el peso wélter.                                  |
| E                                                                 | 31-1-1(1)  | Diego Gabriel Chaves  | SD   | 12            | 2014-12-13 | Cosmopolitan, Las Vegas, Nevada                    |                                                                                               |
| D                                                                 | 31-1 (1)   | Manny Pacquiao        | UD   | 12            | 2014-04-12 | MGM Grand Garden Arena, Las Vegas, Nevada          | Pierde el Título Mundial de la WBO en el peso wélter.                                         |
| G                                                                 | 31-0 (1)   | Juan Manuel Márquez   | SD   | 12            | 2013-10-12 | Thomas & Mack Center, Las Vegas, Nevada            | Retiene el Título Mundial de la WBO en el peso wélter.                                        |
| G                                                                 | 30-0 (1)   | Ruslan Provodnikov    | UD   | 12            | 2013-03-16 | The Home Depot Center, Los Ángeles, California     | Retiene el Título Mundial de la WBO en el peso wélter.                                        |
| G                                                                 | 29-0 (1)   | Manny Pacquiao        | SD   | 12            | 2012-06-09 | MGM Grand Garden Arena, Las Vegas, Nevada          | Gana el Título Mundial de la WBO en el peso wélter.                                           |
| G                                                                 | 28-0 (1)   | Joel Casamayor        | TKO  | 8 (12), 2:59  | 2011-11-12 | MGM Grand Garden Arena, Las Vegas, Nevada          | Retiene el Título Mundial de la WBO del peso superligero.                                     |
| G                                                                 | 27-0 (1)   | Devon Alexander       | TD   | 10 (12), 3:00 | 2011-01-29 | Silverdome, Pontiac, Michigan                      | Retiene el Título Mundial de la WBO y gana Título Mundial del WBC del peso superligero.       |
| G                                                                 | 26-0 (1)   | Luis Abregu           | UD   | 12            | 2010-07-17 | Agua Caliente Casino, Rancho Mirage, California    |                                                                                               |
| G                                                                 | 25-0 (1)   | Lamont Peterson       | UD   | 12            | 2009-11-14 | Agua Caliente Casino, Rancho Mirage, California    | Retiene el Título Mundial de la WBO en el peso superligero.                                   |
| NC                                                                | 24-0 (1)   | Nate Campbell         | NC   | 3 (12), 3:00  | 2009-08-01 | Agua Caliente Casino, Rancho Mirage, California    | Retiene el Título Mundial de la WBO en el peso superligero.                                   |
| G                                                                 | 24–0       | Kendall Holt          | UD   | 12            | 2009-04-04 | Bell Centre, Montreal, Quebec                      | Retiene el Título Mundial del WBC y gana el Título Mundial de la WBO en el peso superligero.  |
| G                                                                 | 23–0       | Edner Cherry          | UD   | 12            | 2008-09-13 | Beau Rivage, Biloxi, Misisipi                      | Retiene el Título Mundial del WBC en el peso superligero.                                     |
| G                                                                 | 22–0       | Junior Witter         | SD   | 12            | 2008-05-10 | Nottingham Arena, Nottingham                       | Gana el Título Mundial del WBC en el peso superligero.                                        |
| G                                                                 | 21–0       | Miguel Vázquez        | UD   | 10            | 2007-07-27 | Omega Products International, Corona, California   | Retiene el Título Mundial Juvenil vacante del WBC en el peso superligero.                     |
| G                                                                 | 20–0       | Donald Camarena       | UD   | 10            | 2007-06-01 | Chumash Casino, Santa Ynez, California             |                                                                                               |
| G                                                                 | 19–0       | Nasser Athumani       | TKO  | 5 (10)        | 2007-04-13 | Doubletree Hotel, Ontario, California              |                                                                                               |
| G                                                                 | 18–0       | Manuel Garnica        | UD   | 8             | 2007-02-02 | Chumash Casino, Santa Ynez, California             | Retiene el Título Mundial Juvenil vacante del WBC en el peso superligero.                     |
| G                                                                 | 17–0       | Jaime Rangel          | TD   | 8 (8), 1:54   | 2006-12-01 | Chumash Casino, Santa Ynez, California             | La pelea se detuvo por un corte sobre el ojo derecho de Rangel, el cual ya no pudo continuar. |
| G                                                                 | 16–0       | Alfonso Sanchez       | KO   | 1 (8)         | 2006-10-16 | Doubletree Hotel, Ontario, California              |                                                                                               |
| G                                                                 | 15–0       | Martin Ramirez        | RTD  | 5 (8)         | 2006-08-18 | Omega Products International, Corona, California   |                                                                                               |
| G                                                                 | 14–0       | Arturo Urena          | TKO  | 3 (10)        | 2006-06-23 | Doubletree Hotel, Ontario, California              | Retiene el Título Mundial Juvenil vacante del WBC en el peso superligero.                     |
| G                                                                 | 13–0       | Jesus Abel Santiago   | KO   | 6 (8)         | 2006-05-13 | Antelope Valley Fairgrounds, Lancaster, California |                                                                                               |
| G                                                                 | 12–0       | Eli Addison           | UD   | 8             | 2006-03-31 | Doubletree Hotel, Ontario, California              | Retiene el Título Mundial Juvenil vacante del WBC en el peso superligero.                     |
| G                                                                 | 11–0       | Rafael Ortiz          | RTD  | 2 (10)        | 2006-02-17 | Doubletree Hotel, Ontario, California              | Retiene el Título Mundial Juvenil vacante del WBC en el peso superligero.                     |
| G                                                                 | 10–0       | Jorge Alberto Padilla | RTD  | 9 (10), 3:00  | 2005-11-21 | Doubletree Hotel, Ontario, California              |                                                                                               |
| G                                                                 | 9–0        | Francisco Rincón      | UD   | 10            | 2005-09-23 | Omega Products International, Corona, California   | Gana el Título Mundial Juvenil vacante del WBC en el peso superligero.                        |
| G                                                                 | 8–0        | Juan Yoani Cervantes  | UD   | 6             | 2005-08-26 | Omega Products International, Corona, California   |                                                                                               |
| G                                                                 | 7–0        | Marcos Rocha Costa    | TKO  | 5 (6)         | 2005-07-21 | Athletic Club, Los Ángeles, California             |                                                                                               |
| G                                                                 | 6–0        | Justo Almazán         | UD   | 6             | 2005-06-03 | Doubletree Hotel, Ontario, California              |                                                                                               |
| G                                                                 | 5–0        | Ramon Ortiz           | KO   | 3 (6)         | 2005-04-25 | Doubletree Hotel, Ontario, California              |                                                                                               |
| G                                                                 | 4–0        | Carlos Parra          | KO   | 1 (4), 2:49   | 2005-03-28 | Doubletree Hotel, Ontario, California              |                                                                                               |
| G                                                                 | 3–0        | Luis Medina           | TKO  | 1 (4)         | 2004-11-22 | Doubletree Hotel, Ontario, California              |                                                                                               |
| G                                                                 | 2–0        | Raul Nunez            | UD   | 4             | 2004-10-29 | Doubletree Hotel, Ontario, California              |                                                                                               |
| G                                                                 | 1–0        | Francisco Martinez    | TKO  | 2 (4), 1:17   | 2004-08-20 | Omega Products International, Corona, California   | Debut profesional de Bradley.                                                                 |